# Eurelijus Žukauskas
Eurelijus Žukauskas, född 22 augusti 1973 i Klaipėda, dåvarande Sovjetunionen, är en litauisk basketspelare som tog OS-brons 1996 i Atlanta och fyra år senare brons igen i Sydney. Detta var Litauens tredje bronsmedalj i rad i herrarnas turnering i basket vid olympiska sommarspelen.